# Halowe Mistrzostwa Europy w Lekkoatletyce 1983 – trójskok mężczyzn
Trójskok mężczyzn – jedna z konkurencji technicznych rozgrywanych podczas halowych lekkoatletycznych mistrzostw Europy w Sportscsarnok w Budapeszcie. Rozegrano od razu finał 5 marca 1983. Zwyciężył reprezentant Związku Radzieckiego Mykoła Musijenko. Tytułu zdobytego na poprzednich mistrzostwach nie obronił Béla Bakosi z Węgier, który tym razem zdobył brązowy medal.

## Rezultaty

### Finał
Wystąpiło 9 skoczków.

Opracowano na podstawie materiału źródłowego.
| Miejsce | Zawodnik              | Wynik |
| ------- | --------------------- | ----- |
| 1       | Mykoła Musijenko      | 17,12 |
| 2       | Hienadzij Walukiewicz | 16,94 |
| 3       | Béla Bakosi           | 16,90 |
| 4       | Ján Čado              | 16,60 |
| 5       | Jaak Uudmäe           | 16,56 |
| 6       | Dario Badinelli       | 16,23 |
| 7       | Christo Markow        | 16,06 |
| 8       | Roberto Mazzucato     | 15,99 |
| 9       | Claes Rahm            | 15,64 |